# Billy Eckstine
William Clarence „Billy” Eckstine (ur. 8 lipca 1914 w Pittsburghu, zm. 8 marca 1993 tamże) – amerykański muzyk jazzowy, wokalista, bandlider i trębacz.
W latach 1939–1944 występował z formacją Earla Hinesa Grand Terrace Orchestra, później stworzył swój własny zespół, w którego składzie znaleźli się między innymi Dexter Gordon, Miles Davis, Fats Navarro, Dizzy Gillespie, Charlie Parker i Sarah Vaughan. Formacja ta istniała do 1947 i miała wielki wpływ na muzykę bebop. W latach 50. Billy Eckstine śpiewał ballady w duecie z Sarą Vaughan, osiągając duży sukces. Pod koniec kariery wrócił do jazzu występując u boku Counta Basiego i Quincy'ego Jonesa.
Eckstine był w dwóch związkach małżeńskich zakończonych rozwodem. Miał siedmioro dzieci, wszystkie ze swoją drugą żoną, Carolle Drake, z którą był żonaty w latach 1953–1977.

## Wybrana dyskografia
źródło:.
- Billy Eckstine Sings (1950, Savoy)
- Tenderly (1952, MGM)
- Blues for Sale (1954, EmArcy)
- Favorites (1954, MGM)
- I Let a Song Go Out of My Heart (1954, MGM)
- Songs by Billy Eckstine (1954, MGM)
- The Great Mr. B (1954, King)
- The Love Songs of Mr. B (1954, EmArcy)
- I Surrender, Dear (1954, EmArcy)
- Mister B with a Beat (1955, MGM)
- Rendezvous (1955, MGM)
- That Old Feeling (1955, MGM)
- Billy's Best! (1958, Mercury)
- Billy Eckstine's Imagination (1958, EmArcy)
- Imagination (1958, EmArcy)
- Basie and Eckstine, Inc. (1959, Roulette)
- Billy and Sarah (1959, Lion)
- No Cover, No Minimum (1960, Roulette)
- Once More with Feeling (1960, Roulette)
- At Basin St. East [live] (1961, EmArcy)
- Billy Eckstine & Sarah Vaughan Sing Irving Berlin (1961, Mercury)
- Billy Eckstine and Quincy Jones (1961, Mercury)
- Broadway, Bongos and Mr. B (1961, Mercury)
- Don't Worry 'bout Me (1962, Mercury)
- 12 Great Movies (1964, Mercury)
- Modern Sound of Mr. B (1964, Mercury)
- Prime of My Life (1965, Motown)
- My Way (1966, Motown)
- For Love of Ivy (1969, Motown)
- Feel the Warm (1971, Enterprise)
- Moment (1971, Capitol)
- Senior Soul (1972, Enterprise)
- If She Walked into My Life (1974, Enterprise)
- Memento Brasiliero (1978, Portuguese)
- I am a Singer (1984)
- Billy Eckstine Sings with Benny Carter (1986, Verve)
- Everything I Have Is Yours - Anthology (1994, Verve)
- I Apologize (1995, Polydor)
- How High the Moon (2002, Past Perfect)
- Billy Eckstine and His Orchestra (2002, Deluxe)
- Stardust (2002, Polydor)
- The Motown Years (2003, Motown)
- Love Songs (2004, Savoy)
- Timeless (2006, Savoy)